# Paguristes wassi
Paguristes wassi is een tienpotigensoort uit de familie van de Diogenidae. De wetenschappelijke naam van de soort is voor het eerst geldig gepubliceerd in 1961 door Provenzano.